# Młodzieżowe Mistrzostwa Polski w Lekkoatletyce 2018
35. Młodzieżowe Mistrzostwa Polski w Lekkoatletyce – zawody lekkoatletyczne dla sportowców do lat 23 organizowane pod egidą Polskiego Związku Lekkiej Atletyki, które odbywały się od 30 czerwca do 1 lipca 2018 roku w Sieradzu.

## Rezultaty

### Mężczyźni
| Konkurencja:                    | 1. miejsce                                                                    | Rezultat   | 2. miejsce                                                                  | Rezultat   | 3. miejsce                                                                          | Rezultat    |
| Bieg na 100 m                   | Karol Kwiatkowski AZS-AWF Katowice                                            | 10,62      | Adrian Brzeziński MKL Toruń                                                 | 10,69      | Eryk Hampel OŚ AZS Poznań                                                           | 10,72 SB    |
| Bieg na 200 m                   | Adrian Wesela OŚ AZS Poznań                                                   | 21,52      | Dariusz Kowaluk AZS-AWF Warszawa                                            | 21,57      | Przemysław Adamski WKS Flota Gdynia                                                 | 21,78       |
| Bieg na 400 m                   | Dariusz Kowaluk AZS-AWF Warszawa                                              | 47,13      | Mateusz Rzeźniczak RKS Łódź                                                 | 47,18      | Maksymilian Klepacki UKS 19 Bojary Białystok                                        | 47,42       |
| Bieg na 800 m                   | Mateusz Borkowski RKS Łódź                                                    | 1:50,58    | Patryk Kozłowski RLTL ZTE Radom                                             | 1:50,93    | Patryk Sieradzki CWZS Zawisza Bydgoszcz SL                                          | 1:51,67     |
| Bieg na 1500 m                  | Mateusz Borkowski RKS Łódź                                                    | 3:55,47    | Patryk Kozłowski RLTL ZTE Radom                                             | 3:56,01    | Adam Włodarczyk AZS Łódź                                                            | 3:56,89     |
| Bieg na 5000 m                  | Dariusz Boratyński KS AZS AWF Wrocław                                         | 14:29,91   | Mateusz Kaczor RLTL ZTE Radom                                               | 14:30,28   | Nikodem Dworczak WMLKS Nadodrze Powodowo                                            | 14:40,97 PB |
| Bieg na 3000 m przez przeszkody | Nikodem Dworczak WMLKS Nadodrze Powodowo                                      | 9:01,13 PB | Patryk Błaszczyk LKS Jantar Ustka                                           | 9:02,38 PB | Mateusz Kaczor RLTL ZTE Radom                                                       | 9:05,98 PB  |
| Bieg na 110 m przez płotki      | Dawid Żebrowski RLTL ZTE Radom                                                | 14,12      | Wiktor Santkiewicz STS Pomerania Szczecinek                                 | 14,26      | Ariel Kalwasiński CWZS Zawisza Bydgoszcz SL                                         | 14,39       |
| Bieg na 400 m przez płotki      | Jakub Mordyl KS AZS AWF Kraków                                                | 51,46      | Nikodem Wylęga LKS Orkan Ostrzeszów                                         | 52,12      | Kacper Ambroży KS AZS AWF Wrocław                                                   | 52,57 PB    |
| Sztafeta 4 × 100 m              | OŚ AZS Poznań Jakub Gałandziej Mateusz Siuda Adrian Wesela Eryk Hampel        | 41,02      | KS AZS AWF Kraków Sebastian Szkoła Jakub Janiak Łukasz Żak Artur Wasilewski | 41,48      | UKS Orkan Środa Wlkp. Jarosław Guszczak Maciej Palicki Krzysztof Wróbel Marcin Senk | 41,94       |
| Sztafeta 4 × 400 m              | KS AZS AWF Kraków Mariusz Jurczyk Patryk Marmon Sebastian Szkoła Jakub Mordyl | 3:14,89    | RKS Łódź Jędrzej Hasiura Mateusz Borkowski Sławomir Kuc Mateusz Rzeźniczak  | 3:15,92    | AZS-AWF Warszawa Emil Czarnocki Jakub Bałdyka Daniel Gadomski Dariusz Kowaluk       | 3:16,29     |
| Skok wzwyż                      | Maciej Grynienko UKS Orlica Domaniów                                          | 2,20       | Wiktor Machiński UKS Orkan Września                                         | 2,01 SB    | Piotr Oleszczyszyn WKS Śląsk Wrocław                                                | 2,01 PB     |
| Skok o tyczce                   | Patryk Baran niestowarzyszony                                                 | 4,80 PB    | Maciej Włódarski CWZS Zawisza Bydgoszcz SL                                  | 4,70 SB    | Hubert Swatowski KS AZS AWF Wrocław                                                 | 4,60        |
| Skok w dal                      | Mateusz Różański KU AZS PWSZ w Tarnowie                                       | 7,65       | Bartosz Chojnowski KS Podlasie Białystok                                    | 7,47 PB    | Mateusz Jopek KS AZS AWF Wrocław                                                    | 7,44        |
| Trójskok                        | Bartosz Świerczyna MKS-MOS Płomień Sosnowiec                                  | 15,02      | Piotr Mańczuk AZS-AWFiS Gdańsk                                              | 14,95      | Filip Sacha TL Pogoń Ruda Śląska                                                    | 14,92       |
| Pchnięcie kulą                  | Konrad Bukowiecki KS AZS UWM Olsztyn                                          | 21,01      | Marcin Wrotyński OŚ AZS Poznań                                              | 17,34      | Michał Walenda WLKS Nowe Iganie                                                     | 16,74 PB    |
| Rzut dyskiem                    | Bartłomiej Stój AZS KU Politechniki Opolskiej Opole                           | 62,04 SB   | Oskar Stachnik KS AZS AWF Wrocław                                           | 54,77      | Konrad Bukowiecki KS AZS UWM Olsztyn                                                | 53,53       |
| Rzut młotem                     | Marcin Wrotyński OŚ AZS Poznań                                                | 62,17 PB   | Kamil Swancar OŚ AZS Poznań                                                 | 60,75 PB   | Adrian Muszyński CWZS Zawisza Bydgoszcz SL                                          | 59,96 SB    |
| Rzut oszczepem                  | Rafał Gierek AZS-AWF Warszawa                                                 | 75,03 PB   | Mateusz Gunera MKS Olimp Łobez                                              | 65,06      | Kamil Marach MKL Toruń                                                              | 63,54       |

### Kobiety
| Konkurencja:                  | 1. miejsce                                                                           | Rezultat   | 2. miejsce                                                                                     | Rezultat   | 3. miejsce                                                                         | Rezultat    |
| Bieg na 100 m                 | Ewa Swoboda AZS-AWF Katowice                                                         | 11,49      | Klaudia Siciarz KS AZS AWF Kraków                                                              | 11,89      | Marlena Gola KS Podlasie Białystok                                                 | 11,92       |
| Bieg na 200 m                 | Natalia Kaczmarek KS AZS AWF Wrocław                                                 | 24,20      | Marlena Gola KS Podlasie Białystok                                                             | 24,43      | Natalia Węglarz AZS-AWF Katowice                                                   | 24,61 =PB   |
| Bieg na 400 m                 | Natalia Kaczmarek KS AZS AWF Wrocław                                                 | 52,72      | Nikoletta Misterka AZS-AWF Katowice                                                            | 53,83 PB   | Mariola Karaś KS AZS AWF Kraków                                                    | 54,05       |
| Bieg na 800 m                 | Angelika Sarna AZS-AWF Warszawa                                                      | 2:06,04    | Oliwia Malmon SRS Kondycja Piaseczno                                                           | 2:06,54 PB | Agata Kołecka AZS-AWF Warszawa                                                     | 2:09,23 SB  |
| Bieg na 1500 m                | Weronika Lizakowska KUKS Remus Kościerzyna                                           | 4:20,99 PB | Sylwia Indeka LKS Pszczyna                                                                     | 4:21,02 SB | Aleksandra Hołda AZS-AWF Warszawa                                                  | 4:22,28 PB  |
| Bieg na 5000 m                | Aleksandra Hołda AZS-AWF Warszawa                                                    | 17:03,22   | Sylwia Indeka LKS Pszczyna                                                                     | 17:06,68   | Julia Pleskaczyńska AZS UMCS Lublin                                                | 17:11,01    |
| Bieg na 3000 m z przeszkodami | Aneta Konieczek WMLKS Nadodrze Powodowo                                              | 10:24,51   | Patrycja Kapała AZS-AWF Katowice                                                               | 10:31,79   | Katarzyna Kargol CWKS Resovia Rzeszów                                              | 10:37,56 PB |
| Bieg na 100 m przez płotki    | Klaudia Siciarz KS AZS AWF Kraków                                                    | 13,12 PB   | Katarzyna Flis AZS Łódź                                                                        | 13,78      | Anna Golczewska UKS Sprint 2020 Warszawa                                           | 13,94 PB    |
| Bieg na 400 m przez płotki    | Helena Dalke OŚ AZS Poznań                                                           | 59,73 SB   | Katarzyna Martyna WKS Wawel Kraków                                                             | 1:00,11    | Aleksandra Jaźwińska AZS-AWF Katowice                                              | 1:00,48 PB  |
| Sztafeta 4 × 100 m            | AZS-AWF Katowice Aleksandra Jaźwińska Nikoletta Misterka Natalia Węglarz Ewa Swoboda | 46,12      | KS AZS AWF Wrocław Jagoda Mierzyńska Karolina Wrzesińska Marcelina Winkowska Natalia Kaczmarek | 46,19      | KS AZS AWF Kraków Joanna Bryzek Klaudia Siciarz Karolina Cuber Karolina Kozłowska  | 46,89       |
| Sztafeta 4 × 400 m            | AZS-AWFiS Gdańsk Olga Pietrzak Anna Dobek Agata Kołakowska Dominika Morek            | 3:42,89    | OŚ AZS Poznań Weronika Kowal Joanna Bekus Wiktoria Błaszyk Helena Dalke                        | 3:48,35    | AZS-AWF Warszawa Paulina Paluch Natalia Bartosiewicz Justyna Paluch Angelika Sarna | 3:49,54     |
| Skok wzwyż                    | Paulina Borys SKLA Sopot                                                             | 1,86 PB    | Aleksandra Nowakowska RKS Łódź                                                                 | 1,82 =SB   | Paulina Ligarska SKLA Sopot                                                        | 1,76        |
| Skok o tyczce                 | Wiktoria Wojewódzka OSOT Szczecin                                                    | 4,10 =PB   | Agnieszka Kaszuba KL Gdynia                                                                    | 3,80 SB    | Emilia Kusy SKLA Sopot                                                             | 3,80        |
| Skok w dal                    | Magdalena Żebrowska KS Podlasie Białystok                                            | 6,13       | Adrianna Szóstak OŚ AZS Poznań                                                                 | 6,05       | Karolina Młodawska KKL Kielce                                                      | 6,03 PB     |
| Trójskok                      | Adrianna Szóstak OŚ AZS Poznań                                                       | 13,29      | Agnieszka Bednarek AZS Łódź                                                                    | 13,28 PB   | Agnieszka Godlewska SKLA Sopot                                                     | 12,54       |
| Pchnięcie kulą                | Klaudia Kardasz KS Podlasie Białystok                                                | 17,46      | Anna Niedbała WKS Wawel Kraków                                                                 | 16,13 SB   | Maja Ślepowrońska MKS Pułtusk                                                      | 15,24 SB    |
| Rzut dyskiem                  | Karolina Urban AZS-AWFiS Gdańsk                                                      | 50,85      | Aleksandra Grubba AZS-AWFiS Gdańsk                                                             | 50,02      | Ewa Staruch AZS-AWF Warszawa \| 44,58                                              |             |
| Rzut młotem                   | Katarzyna Furmanek KKL Kielce                                                        | 66,06      | Aleksandra Śmiech KS Agros Zamość                                                              | 64,73 PB   | Kinga Łepkowska AZS-AWF Warszawa                                                   | 61,94       |
| Rzut oszczepem                | Klaudia Maruszewska SKLA Sopot                                                       | 53,61      | Maria Andrejczyk LUKS Hańcza Suwałki                                                           | 53,39 SB   | Aleksandra Ostrowska AZS-AWFiS Gdańsk                                              | 50,68       |

## Bieg na 10 000 m
Młodzieżowe mistrzostwa w biegu na 10 000 metrów odbyły się 19 maja w Rudzie Śląskiej.
| Konkurencja: | 1. miejsce                            | Rezultat | 2. miejsce                        | Rezultat    | 3. miejsce                              | Rezultat |
| Mężczyźni    | Dariusz Boratyński KS AZS AWF Wrocław | 30:39,87 | Patryk Błaszczyk LKS Jantar Ustka | 30:50,09 PB | Mateusz Kaczor RLTL ZTE Radom           | 31:09,17 |
| Kobiety      | Aleksandra Hołda AZS-AWF Warszawa     | 36:11,15 | Sandra Szpott PLKS Gwda Piła      | 36:41,05    | Karolina Iznerowicz LKS Omega Kleszczów | 36:44,73 |

## Wieloboje
Młodzieżowe mistrzostwa w wielobojach lekkoatletycznych rozegrano w ramach mistrzostw Polski w tych konkurencjach, które odbyły się 1 i 2 czerwca w Suwałkach. Nie rozgrywano odrębnych zawodów, tylko wyniki z mistrzostw Polski seniorów stały się podstawą do przyznania medali młodzieżowych mistrzostw Polski.
| Konkurencja:           | 1. miejsce                                             | Rezultat     | 2. miejsce                                | Rezultat     | 3. miejsce                                   | Rezultat     |
| Dziesięciobój mężczyzn | Jacek Chochorowski AZS KU Politechniki Opolskiej Opole | 7125 pkt. PB | Rafał Horbowicz KS Warszawianka           | 7100 pkt.    | Mikołaj Jakóbczak KS AZS AWF Wrocław         | 7017 pkt. PB |
| Siedmiobój kobiet      | Paulina Ligarska SKLA Sopot                            | 5845 pkt. PB | Wiktoria Zezula CWZS Zawisza Bydgoszcz SL | 5069 pkt. PB | Weronika Zielińska KS AZS-AWF Biała Podlaska | 4898 pkt. PB |

## Chód na 20 km
Mistrzostwa w chodzie na 20 kilometrów kobiet i mężczyzn odbyły się 25 sierpnia w Gdańsku.
| Konkurencja: | 1. miejsce                            | Rezultat | 2. miejsce                                 | Rezultat | 3. miejsce                            | Rezultat |
| Mężczyźni    | Adrian Klonowski LKS Vectra Włocławek | 1:36:09  | Jacek Cyngot UKS Olimp Kozienice           | 1:44:01  | Łukasz Niedziałek WLKS Nowe Iganie    | 1:44:14  |
| Kobiety      | Katarzyna Zdziebło LKS Stal Mielec    | 1:43:42  | Małgorzata Cetnarska Victoria Stalowa Wola | 1:50:21  | Angelika Augustyn UKS Olimp Kozienice | 1:53:02  |

## Biegi przełajowe
Mistrzostwa w biegach przełajowych kobiet i mężczyzn zostały rozegrane 17 listopada w Namysłowie.
| Konkurencja:     | 1. miejsce                            | Rezultat | 2. miejsce                                 | Rezultat | 3. miejsce                      | Rezultat |
| Mężczyźni (8 km) | Dariusz Boratyński KS AZS AWF Wrocław | 24:37    | Wojciech Sowik AZS Łódź                    | 24:57    | Mateusz Dębski RLTL ZTE Radom   | 25:04    |
| Kobiety (6 km)   | Patrycja Kapała AZS-AWF Katowice      | 21:11    | Weronika Lizakowska KUKS Remus Kościerzyna | 21:16    | Paulina Górak KS AZS AWF Kraków | 21:22    |